# Tom Danielsen
Tom Hagedorn Danielsen (født 6. februar 1951) er en dansk arkitekt, partner i Arkitektfirmaet C.F. Møller.
Tom Hagedorn Danielsen er søn af Cand. oecon Tage Hagedorn Danielsen og møbelarkitekt Kirsten Danielsen (f. Møller) ; er barnebarn af arkitekt C.F. Møller.Tom Danielsen er uddannet på Byggeteknisk Højskole, København, Arkitektskolerne, København, Aarhus. Arkitekt i 1977.
Tom Danielsen har haft ansættelser hos Arkitekterne Friis og Moltke, (1977-1981) District Architect, Ministry of Local Government, Kenya. (1981-1983). Ansat hos C.F. Møller i 1983,  Partner i C.F.Møller, 1987. Medlem af Kunstnersamfundet, Royal Institute of British Architects, Akademisk Arkitektforening.Medlem af Vrå-udstillingen. 
Tom Danielsen har deltaget i organisatoriske og faglige sammenhæng som udvalgsmedlem, formand, censor og fagdommer i regi Akademisk Arkitektforening, Danske Arkitektvirksomheder, Arkitekt-Ingeniør Rådet (AI-Rådet), Akademirådet, m.fl. 
Han har været partner på rammeaftalen for Aarhus Universitet, år 2000 og frem. Arkitekt på Nyt Væksthus, Botanisk Have Aarhus. Forskerparkerne Incuba Science, Katrinebjerg, Skejby, Aarhus. Det Nye Universitetshospital, Skejby, Aarhus, Poul Due Jensen Academy, Syddansk Universitet, Esbjerg, Statens Museum for Kunst, Natural History Museum, Darwin Centre II, Springfield Hospital, London.
Udstillet på bl.a. Biennalen i Venedig, RIBA, London, Institut français d'architecture, Paris, The Chicago Athenaeum, Charlottenborg, Kbhvn. Arkitektskolen, Aarhus.

## Priser
Københavns Murerlaugs Arkitekturpris, 1998, Nykredits Arkitekturpris 2006. Priser for smukt byggeri i kommunernes, Aarhus, København, Kolding, Vejle, aalborg, Herning, Esbjerg.